# アイチ (金融業)
アイチは、かつて日本に存在した大手手形割引・消費者金融業者である。1966年 (昭和41年) 創業、1996年  (平成8年) に倒産した。

## 沿革
1966年 (昭和41年) に東京・九段に設立した高千穂通商がアイチの起源である。創業者は森下安道。主として中小企業を相手に手形割引を扱っていた。いわゆる高利貸しだが、かなりあくどい商売をしており手形割引の融資の他に、保証担保としてとった手形からも規制ぎりぎりの利率となるよう、同じ利息をとった。
1968年 (昭和43年) に高千穂通商を愛知産業に、1973年 (昭和48年) 2月には愛知産業からアイチへ商号を変えた。
1980年代半ばに日本がバブル経済に突入し地価が高騰すると、1985年 (昭和60年) 頃から業態を、不動産・証保融資へ転換した。更に銀行株などの株式投資にも進出し、不動産業、ゴルフ場経営、会員権販売、絵画取引などを手掛けた。バブル経済最盛期には年商約650億円（1991年〈平成3年〉2月期決算）を叩き出したが、バブル経済の崩壊で多額の不良債権を抱え業績が悪化。1996年 (平成8年) 2月9日、東京地方裁判所に特別清算を申請し、負債総額1820億円で事実上倒産した。負債金額は戦後13番目に大きい大型倒産だった。アイチの清算は1992年 (平成4年) 頃から徐々に進められており、特別清算の前にはあらゆる書類をシュレッダーにかけて証拠となるものを残さないようにしている。

## 経済犯罪事件
アイチは当初から反社会勢力と結びついた商売をしており、しばしば警察沙汰を起こしている。
1969年 (昭和44年) 10月、アイチは金利問題で警視庁防犯課に摘発された。1973年 (昭和48年) の中日スタヂアム事件では暴力団から持ち込まれた手形で利益をあげ一時捜査の対象になった他、翌1974年 (昭和49年) の日本熱学工業の倒産でもアイチの名前が浮上、1975年 (昭和50年) のサンポール事件では、取締役4人と社長の森下が警視庁に逮捕された。
アイチの名前は、日本のバブル経済期に起こった経済犯罪事件にもしばしば顔を出す。
池田保次 の資金調達先の1つがアイチだった他、1988年 (昭和63年) の立川 (イトマン系列の繊維商社) 株買い占め事件の主犯である。
立川の株買い占め事件では、立川のメインバンクが住友銀行だったことから、その系列会社だったイトマン社長・河村良彦が事態の収拾に乗り出しており、イトマン事件の主要な関係者の名前が出始めている。
また、イトマン事件では中心人物の1人許永中の資金調達先として、大阪地方検察庁特捜部による強制捜査の対象になった。1989年 (平成元年) のルノワール絵画事件でも、絵画取引を巡って顔を出している。

### 注
1. ↑  仕手集団・コスモポリタン代表、山口組系暴力団池田組の組長・企業舎弟[13]。1988年 (昭和63年) 8月に突然失踪する[14]。ブラックマンデーによって倒産したコスモポリタン関連企業の負債をめぐるトラブルから暴力団関係者に殺害されたのではないかと言われている[14]。